# Cat Ferguson
Cat Ferguson (* 27. April 2006) ist eine britische Radrennfahrerin, die auf der Straße, der Bahn und im Cyclocross aktiv ist.

## Sportliche Laufbahn
Cat Ferguson ist im Juniorenbereich eine der erfolgreichsten und vielseitigsten Radrennfahrerinnen ihres Jahrgangs. Bereits in ihrer Jugend errang sie verschiedene Titel, unter anderen gewann sie beim Europäischen Olympischen Sommer-Jugendfestival die Goldmedaillen im Einzelzeitfahren und Straßenrennen. 2023, in ihrer ersten Saison als Juniorin, gewann sie auf der Straße bei der Piccolo Trofeo Alfredo Binda gleich das erste Rennen als Juniorin. Es folgten der Sieg dei der Flandern-Rundfahrt, Etappenerfolge bei verschiedenen Rundfahrten, der nationale Titel im Einzelzeitfahren sowie die Silbermedaille im Straßenrennen bei den Weltmeisterschaften im heimischen Glasgow. 
Auf der Bahn gewann sie bei den Junioren-Europameisterschaften die Silbermedaille im Omnium sowie mit dem Team die Bronzemedaille in der Mannschaftsverfolgung. Bereits im Verlauf der Saison 2023 wurde bekannt, dass Ferguson nach einem weiteren Jahr bei den Junioren zur Saison 2025 unmittelbar mit dem Wechsel in die U23 einen Profivertrag beim UCI Women’s WorldTeam Movistar erhält und 2024 bereits als Stagiare eingesetzt wird.
In der Cyclocross-Saison 2023/2024 lieferte sich Ferguson ein Duell mit Célia Gery. Im Weltcup stand sie in fünf von sechs Rennen auf dem Podium, zweimal davon als Siegerin. in der Weltcupgesamtwertung, bei den Weltmeisterschaften und den Europameisterschaften musste sie jeweils der Französin den Vortritt gewähren.
In der Saison 2024 beendete sie auf der Straße bis zum Juli jedes Rennen auf dem Podium und sicherte sich die Gesamtwertung bei mehreren Rundfahrten und den nationalen Titel im Straßenrennen. Auf der Bahn gewann sie bei den Junioren-Europameisterschaften mit Carys Lloyd den Titel im Madison sowie die Silbermedaille in der Mannschaftsverfolgung.
Bei Weltmeisterschaften holte sie in ihrer Altersklasse vier Weltmeistertitel: bei den Titelkämpfen auf der Bahn im Omnium und in der Mannschaftsverfolgung, auf der Straße im Einzelzeitfahren sowie im Straßenrennen. Als Stagaire beim Movistar Team gewann sie im September die erste Etappe der Tour de la Semois sowie im Oktober das Eintagesrennen Binche–Chimay–Binche und erzielte damit noch als Juniorin ihre ersten Siege in der Elite.
Im Juni 2025 gewann Ferguson eine Etappe der Tour of Britain und wurde Zweite der Gesamtwertung. Sie war damit zu jenem Zeitpunkt die jüngste Fahrerin, die jemals einen Sieg in der UCI Women’s WorldTour erzielt hatte.

## Ehrungen
- Rising Star 2023 des britischen Radsportmagazins Cycling Weekly[5]

## Erfolge

### Bahn
2023
- Junioren-Europameisterschaften – Omnium
- Junioren-Europameisterschaften – Mannschaftsverfolgung mit (Ella Jamieson, Carys Lloyd und Isabel Sharp)

2024
- Junioren-Europameisterin – Madison (mit Carys Lloyd)
- Junioren-Europameisterschaften – Mannschaftsverfolgung (mit Imogen Wolff, Carys Lloyd und Erin Boothman)
- Junioren-Weltmeisterin – Omnium, Mannschaftsverfolgung (mit Imogen Wolff, Carys Lloyd und Erin Boothman)

### Cyclocross
2022/2023
- Weltmeisterschaften – Mixed-Staffel

2023/2024
- Weltmeisterschaften – Juniorinnen
- Weltmeisterschaften – Mixed-Staffel
- Europameisterschaften – Juniorinnen
- Europameisterschaften – Mixed-Staffel
- zwei Rennen UCI-Cyclocross-Weltcup (Junioren)
- Britische Junioren-Meisterin

2024/2025
- Weltmeisterin – Mixed-Staffel

### Straße
2022
- Europäisches Olympisches Sommer-Jugendfestival – Einzelzeitfahren und Straßenrennen

2023
- Weltmeisterschaften – Straßenrennen (Junioren)
- Britische Junioren-Meisterin – Einzelzeitfahren
- Piccolo Trofeo Alfredo Binda
- Flandern-Rundfahrt (Juniorinnen)
- Punkte- und Nachwuchswertung Omloop van Borsele (Juniorinnen)
- eine Etappe und Nachwuchswertung Tour du Gévaudan Occitanie femmes
- eine Etappe und Nachwuchswertung Bizkaikoloreak

2024
- Britische Junioren-Meisterin – Straßenrennen
- Gesamtwertung, eine Etappe und Punktewertung Omloop van Borsele (Juniorinnen)
- Gesamtwertung, zwei Etappen, Punkte- und Bergwertung Tour du Gévaudan Occitanie femmes
- Gesamtwertung, zwei Etappen und Bergwertung Bizkaikoloreak
- eine Etappe Tour de la Semois
- Weltmeisterin – Straßenrennen, Einzelzeitfahren (Juniorinnen)
- Binche–Chimay–Binche

2025
- Navarra Women’s Elite Classic
- eine Etappe, Punkte- und Nachwuchswertung Tour of Britain Women